# Erhard Schnepf
Erhard Schnepf (Heilbronn, 1º novembre 1495 – Jena, 1º novembre 1558) è stato un teologo tedesco.

## Biografia
Figlio di un calzolaio di Großgartach, che nel 1483 si era trasferito a Heilbronn. Dopo aver studiato alla scuola latina della propria città natia, Schnepf andò a studiare all'Università di Erfurt nel 1509, dove conseguì il baccalaureato delle arti nel 1511; si trasferì allora all'Università di Heidelberg, dove si laureò, ottenendo il titolo di Magister artium nel 1513. Dopo aver cominciato a studiare giurisprudenza, passò a teologia, conseguendo il baccalaureato nel 1518; il ventisei aprile dello stesso anno partecipò tra il pubblicò alla disputa di Heidelberg, entrando così in contatto con le idee di Martin Lutero.
Nel 1520 succedette a Giovanni Ecolampadio, iniziando a predicare a Weinsberg, passando nel 1523 a Wimpfen; nel 1525 fu tra i firmatari del Syngramma Suevicum di Johann Brenz, opponendosi così alle tesi di Ecolampadio e Ulrico Zwingli. Nello stesso anno sposò Margaretha Wurzelmann, da cui ebbe diversi figli, tra cui Dietrich Schnepf, che diventerà anch'egli teologo luterano.
Tra il 1525 e il 1526 fu incaricato da Filippo III di Nassau-Weilburg di diffondere la riforma protestante a Weilburg. nel 1527 Filippo I d'Assia lo nominò predicatore e professore di teologia presso la neonata Università di Marburgo, che tuttavia Schepf accettò con esitazione, arrivando solo nell'agosto del 1528; nel 1529 accompagnò in qualità di consigliere Filippo il Magnifico alla Dieta di Spira e nel 1530 a quella di Augusta. Nel 1532 rifiutò l'offerta della città di Heilbronn di diventare secondo predicatore dopo Johann Lachmann, in quanto per quell'anno e nel 1534 fu nominato rettore dell'Università di Marburgo.
Nel 1534 venne chiamato dal duca Ulrico di Württemberg per introdurre la riforma nel Württemberg insieme ad Ambrosius Blarer; nel 1535 fu nominato predicatore di corte e sovrintendente generale di tutte le chiese del Württemberg. Partecipò infine ai colloqui di Haguenau, Worms e a quelli di Ratisbona del 1546.
Nel 1544 conseguì il dottorato in teologia all'Università di Tubinga, dove gli venne assegnata subito una cattedra. A causa della sua opposizione all'Interim di Augusta, fu licenziato dal vanesio Enrico e nel 1548 divenne professore del collegio di Jena e nel 1557 divenne rettore dell'Università di Jena, che aveva dall'agosto di quell'anno ottenuto i diritti universitari.
A Jena passò dalla parte degli gnesioluterani Nicolaus von Amsdorf e Mattia Flacio Illirico, entrando in conflitto con i più moderati Filippo Melantone e Brenz. Durante la disputa nella casata di Wettin, prese le parti della linea ernestina e partecipò ai colloqui di Worms del 1557.